# L'Esprit de famille (téléfilm)
Pour les articles homonymes, voir L'Esprit de famille.
L'Esprit de famille est un téléfilm français réalisé par Frédéric Berthe et diffusé le 30 avril 2014 sur France 2.

## Synopsis
Yvan et Max Perez ont tous deux une sœur, Hélène Perez, cette dernière souffre d'insuffisance rénale et elle a besoin d'un rein. Yvan et Max, qui peuvent tous deux donner un rein à leur sœur, doivent passer des examens pour savoir lequel des deux aidera Hélène. Yvan et Max ont plusieurs raisons d'aider Hélène. Tout d'abord car c'est leur sœur, Max car il ne veut plus être le bon à rien de la famille et Yvan pour montrer qu'il n'a pas peur.
Max est un dramaturge et romancier. Il n'a pas de domicile fixe et n'est pas en couple.
Yvan est un professeur de français. Il a une femme, Alice, et un enfant nommé Basile.

## Fiche technique
- Réalisation : Frédéric Berthe
- Scénario : Richard Berry et Eric Assous
- D'après une idée originale de Richard Berry et Coline Berry
- Musique : Joseph Chedid
- Montage : Maguelone Pouget
- Photographie : Pénélope Pourriat
- Son : David Rit et Pierre Bezard
- Production : Exilene Films et France télévision
- Productrice exécutive : Nathalie Baehrel

## Distribution
- Michaël Youn : Max Perez
- Ary Abittan : Yvan Perez
- Marie Denarnaud : Hélène Perez
- Richard Berry : Professeur Antoine Legendre
- Pascale Louange : Alice Perez
- Denise Chalem : Sonia Perez
- Michel Jonasz : René Perez
- Caroline Vigneaux : l'ophtalmologue
- Smaïl Mekki : le dermatologue
- Claire Tran : la secrétaire du juge
- Xavier Gallais : le manager

## Autour du téléfilm
Le téléfilm s'inspire directement de l'histoire vécue par l'acteur Richard Berry et sa sœur Marie. En 2005, l'acteur a donné un rein à sa sœur alors en insuffisance rénale terminale. De leur histoire, ils ont tiré un livre Le Don de soi, publié aux Éditions Michel Lafon.
Avec ce téléfilm, Richard Berry voulait informer le public sur le don d'organes.